# غلوة
غَلْوَة وحدة قياس مسافات قديمة. مقياس يوناني الأصل، يبلغ (185 متراً) 606 قدما إنجليزية، أي ثُمن ميل روماني. والغلوة اليونانية أقصر قليلًا من الغلوة الإنجليزية، التي تبلغ 660 قدمًا إنجليزية، أي ثمن ميل إنجليزي (145 خطوة). والغلوة عند العرب رمية سهم أبعد ما يقدر عليه (300-400 ذراع)، وجمعه «غلوات» أو «غلاء» ومنه المثل «جري المذكيات غلاء».

## التسمية
الغلوة: هي رمية سهم، ويقال: غلا بالسهم أي رفع يده يريد به أقصى الغاية وهو التجاوز، وغلا السهم نفسه: ارتفع في ذهابه وجاوز المدى وكذلك الحجر، وقيل: الغلوة مقياس يوناني نحو 145 خطوة أو 1/8 ميل. والجمع غلوات.والفرسخ التام خمس وعشرون غلوة.

## أمثلة تاريخية
- قال ابن جبير في رحلته
«.. وعلى مقربة من هذه الأهرامات بمقدار غلوة صورة غريبة من حجر قد قامت كالصومعة على صفة أدمي هائل المنظر وجهه إلى الأهرام وظهره إلى القبلة مهبط النيل، تعرف بأبي الأهوال..».
- الانجيل
استعمل الكتاب الغلوة في تقدير القياسات في أربع مناسبات: فقد رأى التلاميذ يسوع في بحيرة طبريا، وهو يسير إليهم في الماء، على بعد خمس وعشرين أو ثلاثين غلوة (يو 6: 11) وكانت عمواس تبعد عن القدس مسافة ستين غلوة (لو 24: 13) وبيت عنيا خمس عشرة غلوة (يو 11: 19) وخرج الدم من المعصرة في رؤيا يوحنا، إلى مسافة ألف وستمئة غلوة (رؤ 14: 20).